# Russellton
Russellton és una concentració de població designada pel cens dels Estats Units a l'estat de Pennsilvània. Segons el cens del 2000 tenia 1.530 habitants.

## Demografia
Segons el cens del 2000, Russellton tenia 1.530 habitants, 616 habitatges, i 450 famílies. La densitat de població era de 410,2 habitants/km².
Dels 616 habitatges en un 29,9% hi vivien nens de menys de 18 anys, en un 56,7% hi vivien parelles casades, en un 12,7% dones solteres, i en un 26,9% no eren unitats familiars. En el 23,2% dels habitatges hi vivien persones soles el 10,4% de les quals corresponia a persones de 65 anys o més que vivien soles. El nombre mitjà de persones vivint en cada habitatge era de 2,48 i el nombre mitjà de persones que vivien en cada família era de 2,94.
Per edats la població es repartia de la següent manera: un 22,3% tenia menys de 18 anys, un 6,6% entre 18 i 24, un 28,8% entre 25 i 44, un 27,5% de 45 a 60 i un 14,8% 65 anys o més.
L'edat mediana era de 40 anys. Per cada 100 dones de 18 o més anys hi havia 92,7 homes.
La renda mediana per habitatge era de 46.635 $ i la renda mediana per família de 52.250 $. Els homes tenien una renda mediana de 35.694 $ mentre que les dones 25.407 $. La renda per capita de la població era de 20.682 $. Entorn del 5,1% de les famílies i el 6,4% de la població estaven per davall del llindar de pobresa.

## Poblacions més properes
El següent diagrama mostra les poblacions més properes.